# Rocco Robert Shein
Rocco Robert Shein (Tallinn, 14 juli 2003) is een Estische voetballer die als centrale middenvelder voor Frederikstad FK speelt. Shein debuteerde in juni 2022 in het Estisch voetbalelftal.

## Clubcarrière

### Periode bij FC Flora Tallinn
Via de jeugdelftallen van FC Flora Tallinn bereikte Shein het tweede elftal van de club, waarvoor hij op 29 september 2018 zijn debuut maakte in een 2–1 verloren wedstrijd tegen FC Elva. Met het tweede elftal kwam hij uit op het tweede niveau van Estland, de Esiliiga. Zijn debuut in het eerste efltal van de Estische club maakte hij op 22 november 2020 in een 3–0 gewonnen wedstrijd tegen Kalju FC. Dit betrof een wedstrijd op het hoogste Estische niveau, de Meistriliiga. Na zijn debuut speelde Shein nog verschillende wedstrijden voor het eerste elftal van FC Flora Tallinn. Zo speelde hij onder andere een kwalificatiewedstrijd voor de UEFA Europa League en speelde hij met drie groepswedstrijden mee in de UEFA Conference League.

### Verhuur aan FC Utrecht
In de winterse transferperiode van seizoen 2021/22 verruilde Shein FC Flora Tallinn voor FC Utrecht. Hij kwam eind januari voor een half jaar over op huurbasis. In de overeenkomst was wel een optie tot koop opgenomen, die na de huurperiode een definitieve overname tot zomer 2025 mogelijk zou maken.
In zijn eerste half jaar bij FC Utrecht startte Shein bij Jong FC Utrecht. Op 4 februari 2022 maakte hij bij de beloften zijn debuut tegen FC Volendam. Deze wedstrijd werd met 2–0 gewonnen. Een paar dagen later, op 7 februari 2022, maakte Shein zijn eerste doelpunt in een 3–2 gewonnen wedstrijd tegen Helmond Sport. Hij zette Jong FC Utrecht vijf minuten na rust op een 2–1 voorsprong.
Op 13 maart 2022 zat Shein voor het eerst bij de wedstrijdselectie van het eerste elftal. Anderhalve maand later, op 29 april 2022, maakte hij direct als basisspeler zijn debuut in de met 1–0 gewonnen wedstrijd tegen N.E.C. Hij werd na 59 minuten gewisseld voor Django Warmerdam. Op 22 mei 2022 maakte hij zijn tweede en tevens laatste opwachting van het seizoen in de 3–0 verloren returnwedstrijd in de halve finale van de play-offs voor Europees voetbal tegen Vitesse.

### Definitieve overname door FC Utrecht
Aan het eind van het seizoen 2021/22 werd duidelijk dat FC Utrecht gebruik zou gaan maken van de bedongen optie tot koop, waardoor Shein defintitief werd overgenomen. Ook in de voorbereiding op het seizoen 2022/23 kreeg Shein regelmatig de kans bij het eerste elftal. In competitieverband zat Shein gedurende zijn tweede seizoen zowel bij de wedstrijdselectie van FC Utrecht als bij die van Jong FC Utrecht, waar hij meetrainde met het eerste elftal. Zo ging hij eveneens mee op trainingskamp in de winterstop. Op 22 december 2022 publiceerden EPSN en FC Utrecht TV een 22 minuten durende special over zijn komst naar FC Utrecht en zijn ontwikkeling in Nederland.

### Vertrek naar FC Dordrecht
In juli 2023 vertrok Shein ondanks zijn tot medio 2025 lopende contract bij FC Utrecht naar FC Dordrecht. Shein gaf aan klaar te zijn voor een volgende stap in zijn carrière en wilde daarbij gaan voor meer perspectief op speeltijd. Na een periode van onderhandelingen tussen de clubs tekende hij een contract tot de zomer van 2026 en werd het voor FC Dordrecht de eerste speler sinds dertig jaar waarvoor een transfersom werd betaald. Onder de supporters van FC Utrecht ontstond verbazing over de verkoop van Shein.
Op 11 augustus 2023 stond Shein bij aanvang van het seizoen 2023/24 direct in de basis tegen NAC Breda (2–2 gelijkspel). Na 81 minuten werd hij gewisseld. Op 20 oktober 2023 maakte hij zijn eerste doelpunt voor de club in een met 4–0 gewonnen thuiswedstrijd tegen Jong Ajax. In november 2023 raakte Shein geblesseerd. Na een korte terugkeer in februari 2024 maakte hij begin maart 2024 zijn definitieve rentree, waarbij hij in de gewonnen thuiswedstrijd tegen Telstar tekende voor de 2–0 (tevens de eindstand). Met een reeks van veertien ongeslagen wedstrijden op rij startte Shein met FC Dordrecht in mei 2024 aan de play-offs om promotie naar de Eredivisie. In de eerste ronde tegen FC Emmen werd de club uit Dordrecht, na een 2–2 gelijkspel in de eerste wedstrijd, door een late treffer in de tweede wedstrijd echter uitgeschakeld.
In de zomer van 2024 vertrokken bij FC Dordrecht spelers als Mathis Suray, Shiloh 't Zand en Tim Receveur, waarna Shein zich als in de start van het seizoen 2024/25 ontwikkelde tot een van de prominente middenvelders. Shein zelf wilde graag een belangrijke rol gaan spelen in het leiderschap van het elftal. Bij zijn vertrek in januari 2025 werd gesproken over het verlies van een belangrijke basisspeler en sterkhouder. Shein werd voor FC Dordrecht de grootste uitgaande transfer tot aan dat moment.

### Frederikstad FK
Naast dat het voor FC Dodrecht de grootste uitgaande trasnfer tot aan dat moment betrof, was het voor Frederikstad FK de grootste inkomende transfer tot dan aan toe. Shein tekende een contract tot medio 2028 en hij sloot na zijn transfer direct aan bij het trainingskamp in Marbella.

## Clubstatistieken

### Beloften
| Seizoen                    | Club                | Competitie      | Competitie | Competitie | Competitie | Beker | Beker | Beker | Totaal | Totaal | Totaal |
| Seizoen                    | Club                | Competitie      | Wed.       | Dlp.       | Ass.       | Wed.  | Dlp.  | Ass.  | Wed.   | Dlp.   | Ass.   |
| -------------------------- | ------------------- | --------------- | ---------- | ---------- | ---------- | ----- | ----- | ----- | ------ | ------ | ------ |
| 2018                       | FC Flora Tallinn II | Esiliiga        | 5          | 0          | 0          | 0     | 0     | 0     | 5      | 0      | 0      |
| 2019                       | FC Flora Tallinn II | Esiliiga        | 17         | 1          | 1          | 2     | 0     | 0     | 19     | 1      | 1      |
| 2020                       | FC Flora Tallinn II | Esiliiga        | 26         | 6          | 3          | 1     | 0     | 0     | 27     | 6      | 3      |
| 2021                       | FC Flora Tallinn II | Esiliiga        | 11         | 1          | 0          | 0     | 0     | 0     | 11     | 1      | 0      |
| 2021/22                    | → Jong FC Utrecht   | Eerste divisie  | 10         | 1          | 2          | –     | –     | –     | 10     | 1      | 2      |
| 2022/23                    | Jong FC Utrecht     | Eerste divisie  | 22         | 0          | 2          | –     | –     | –     | 22     | 0      | 2      |
| Carrière totaal            | Carrière totaal     | Carrière totaal | 91         | 9          | 8          | 3     | 0     | 0     | 94     | 9      | 8      |
| Bijgewerkt op 6 april 2025 |                     |                 |            |            |            |       |       |       |        |        |        |

### Senioren
| Seizoen                    | Club             | Competitie      | Competitie | Competitie | Competitie | Beker | Beker | Beker | Internationaal | Internationaal | Internationaal | Overig | Overig | Overig | Totaal | Totaal | Totaal |
| Seizoen                    | Club             | Competitie      | Wed.       | Dlp.       | Ass.       | Wed.  | Dlp.  | Ass.  | Wed.           | Dlp.           | Ass.           | Wed.   | Dlp.   | Ass.   | Wed.   | Dlp.   | Ass.   |
| -------------------------- | ---------------- | --------------- | ---------- | ---------- | ---------- | ----- | ----- | ----- | -------------- | -------------- | -------------- | ------ | ------ | ------ | ------ | ------ | ------ |
| 2020                       | FC Flora Tallinn | Meistriliiga    | 1          | 0          | 0          | 0     | 0     | 0     | 0              | 0              | 0              | 0      | 0      | 0      | 1      | 0      | 0      |
| 2021                       | FC Flora Tallinn | Meistriliiga    | 11         | 0          | 1          | 2     | 0     | 0     | 4              | 0              | 0              | 1      | 0      | 0      | 18     | 0      | 1      |
| 2021/22                    | → FC Utrecht     | Eredivisie      | 1          | 0          | 0          | 0     | 0     | 0     | –              | –              | –              | 1      | 0      | 0      | 2      | 0      | 0      |
| 2022/23                    | FC Utrecht       | Eredivisie      | 5          | 0          | 0          | 1     | 0     | 0     | –              | –              | –              | 0      | 0      | 0      | 6      | 0      | 0      |
| 2023/24                    | FC Dordrecht     | Eerste divisie  | 25         | 3          | 2          | 1     | 0     | 0     | –              | –              | –              | 1      | 0      | 0      | 27     | 3      | 2      |
| 2024/25                    | FC Dordrecht     | Eerste divisie  | 18         | 3          | 6          | 1     | 0     | 0     | –              | –              | –              | 0      | 0      | 0      | 19     | 3      | 6      |
| 2025                       | Frederikstad FK  | Eliteserien     | 1          | 0          | 0          | 0     | 0     | 0     | –              | –              | –              | 0      | 0      | 0      | 1      | 0      | 0      |
| Carrière totaal            | Carrière totaal  | Carrière totaal | 62         | 6          | 9          | 5     | 0     | 0     | 4              | 0              | 0              | 3      | 0      | 0      | 74     | 6      | 9      |
| Bijgewerkt op 6 april 2025 |                  |                 |            |            |            |       |       |       |                |                |                |        |        |        |        |        |        |

## Interlandcarrière
Shein vertegenwoordigde verschillende Estische jeugdelftallen. Zo werd hij opgeroepen voor Estland onder 16 (drie keer basisspeler en drie keer invaller), Estland onder 17 (vijf keer basisspeler en acht keer invaller) en Estland onder 21 (negen keer basisspeler). In mei 2022 werd hij voor het eerst voor het Estische nationale elftal opgeroepen. In diezelfde interlandperiode maakte hij op 14 juni 2022 zijn eerste minuten. In een vriendschappelijke wedstrijd tegen Albanië kwam hij in minuut 82 in het veld voor Markus Poom.
| Interlands van Rocco Robert Shein | Interlands van Rocco Robert Shein | Interlands van Rocco Robert Shein | Interlands van Rocco Robert Shein | Interlands van Rocco Robert Shein | Interlands van Rocco Robert Shein |
| Interland                         | Datum                             | Wedstrijd                         | Uitslag                           | Soort Wedstrijd                   | Doelpunten                        |
| Als speler bij FC Utrecht         | Als speler bij FC Utrecht         | Als speler bij FC Utrecht         | Als speler bij FC Utrecht         | Als speler bij FC Utrecht         | Als speler bij FC Utrecht         |
| --------------------------------- | --------------------------------- | --------------------------------- | --------------------------------- | --------------------------------- | --------------------------------- |
| 1.                                | 13 juni 2022                      | Albanië – Estland                 | 0 – 0                             | Vriendschappelijk                 |                                   |
| 2.                                | 26 september 2022                 | San Marino – Estland              | 0 – 4                             | UEFA Nations League 2022/23       |                                   |
| 3.                                | 19 november 2022                  | Estland – Litouwen                | 2 – 0                             | Baltische Beker 2022              |                                   |
| 4.                                | 23 maart 2023                     | Hongarije – Estland               | 1 – 0                             | Kwalificatie UEFA EK 2024         |                                   |
| 5.                                | 27 maart 2023                     | Oostenrijk – Estland              | 2 – 1                             | Kwalificatie UEFA EK 2024         |                                   |
| 6.                                | 20 juni 2023                      | Estland – België                  | 0 – 3                             | Kwalificatie UEFA EK 2024         |                                   |
| Als speler bij FC Dordrecht       |                                   |                                   |                                   |                                   |                                   |
| 7.                                | 12 september 2023                 | België – Estland                  | 5 – 0                             | Kwalificatie UEFA EK 2024         |                                   |
| 8.                                | 16 november 2023                  | Estland – Oostenrijk              | 0 – 2                             | Kwalificatie UEFA EK 2024         |                                   |
| 9.                                | 4 juni 2024                       | Zwitserland – Estland             | 4 – 0                             | Vriendschappelijk                 |                                   |
| 10.                               | 8 juni 2024                       | Estland – Faeröer                 | 4 – 1                             | Baltische Beker 2024              |                                   |
| 11.                               | 11 juni 2024                      | Litouwen – Estland                | 1 – 1 (3 – 4 wns)                 | Baltische Beker 2024              |                                   |
| 12.                               | 5 september 2024                  | Estland – Slowakije               | 0 – 1                             | UEFA Nations League 2024/25       |                                   |
| 13.                               | 8 september 2024                  | Zweden – Estland                  | 3 – 0                             | UEFA Nations League 2024/25       |                                   |
| 14.                               | 11 oktober 2024                   | Estland – Azerbeidzjan            | 3 – 1                             | UEFA Nations League 2024/25       | 71'                               |
| 15.                               | 16 november 2024                  | Azerbeidzjan – Estland            | 0 – 0                             | UEFA Nations League 2024/25       |                                   |
| 16.                               | 19 november 2024                  | Slowakije – Estland               | 1 – 0                             | UEFA Nations League 2024/25       |                                   |

## Erelijst
| Competitie                |                  |                  |                  |                  |
| Competitie                | Aantal           | Jaren            |                  |                  |
| FC Flora Tallinn          | FC Flora Tallinn | FC Flora Tallinn | FC Flora Tallinn | FC Flora Tallinn |
| ------------------------- | ---------------- | ---------------- | ---------------- | ---------------- |
| Meistriliiga (landstitel) | 1                | 2020             |                  |                  |
| Estische supercup         | 1                | 2021             |                  |                  |
| Estland                   |                  |                  |                  |                  |
| Baltische Beker           | 1                | 2024             |                  |                  |